# Íñigo López de Mendoza y Zúñiga
Íñigo López de Mendoza y Zúñiga (Miranda de Ebro, 1498 – Tordómar, 15 gennaio 1537) è stato un cardinale e arcivescovo cattolico spagnolo.

## Biografia
Nacque a Miranda de Ebro nel 1498, figlio di Pedro de Zúñiga y Avellaneda, secondo Conte di Miranda del Castañar, signore de Avellaneda, Peñaranda de Duero e più ville, e di Catherine de Velasco e Mendoza, figlia di Pedro Fernandez de Velasco, secondo conte di Haro, e Mencia de Mendoza y Vega, fratello minore di Francisco de Zúñiga Avellaneda y Velasco, terzo conte di Miranda del Castañar e Juan de Zúñiga Avellaneda y Velasco, cavaliere commendatore di Castiglia nell'Ordine di San Giacomo della Spada.
Nel 1526 divenne ambasciatore per Carlo V in Inghilterra. Durante il suo viaggio, venne trattenuto per 4 mesi dai francesi. Nel 1528 venne arrestato a causa del deterioramento delle relazioni tra Carlo ed Enrico VIII. Solo raramente gli fu permesso di inviar lettere. In seguito chiese di essere rimosso dal suo incarico a causa della cattiva salute e per il fatto che gli inglesi non si fidassero di lui. Gli fu permesso di tornare in patria nel maggio 1529 e fu sostituito da Eustace Chapuys.
Nel 1528 venne eletto vescovo di Coria (con dispensa per non aver ancora conseguito l'ordine sacerdotale). Nel 1529 divenne arcivescovo di Burgos.
Papa Clemente VII lo elevò al rango di cardinale nel concistoro del 9 marzo 1530 con il titolo di Cardinale diacono di San Nicola in Carcere.
Morì il 15 gennaio 1537 all'età di 39 anni.